# Calculadora científica

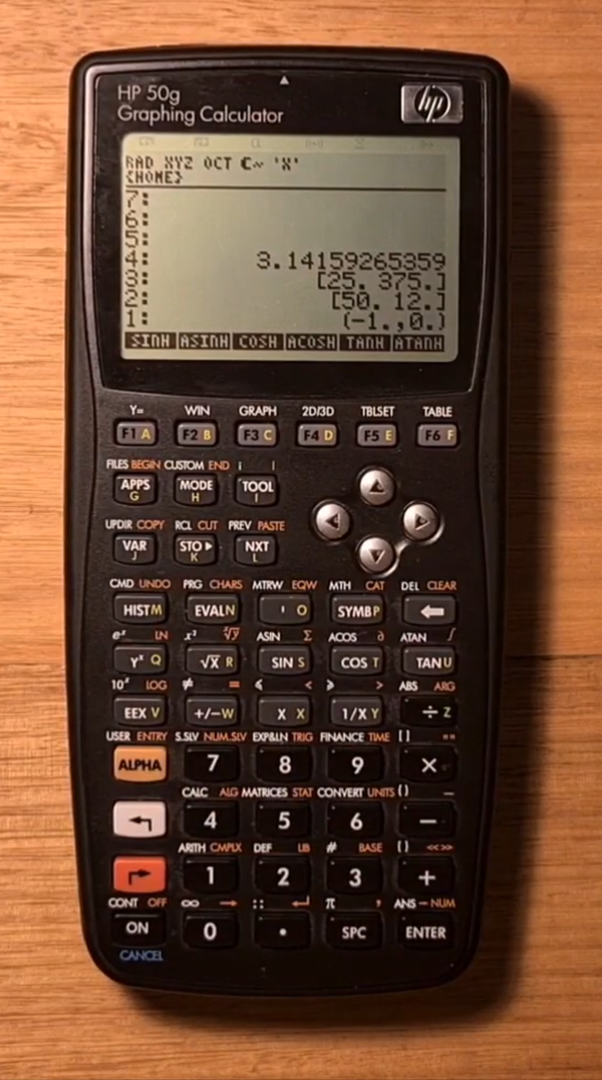

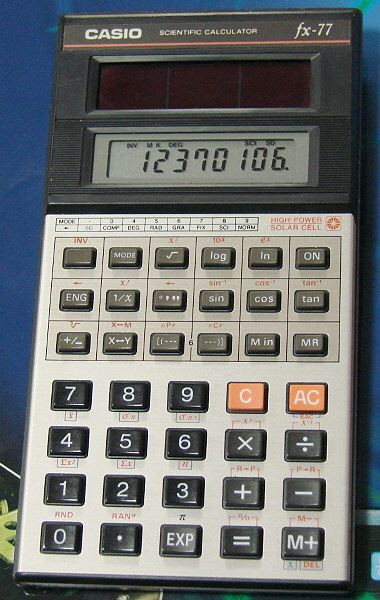
Calculadora científica da década de 1980 Casio FX-77, alimentada a energia solar e com um visor de linha-única

Uma calculadora científica é um tipo de calculadora eletrônica geralmente executada manualmente, projetada para calcular problemas em ciência, engenharia e matemática. Sua invenção substituiu a régua de cálculo quase definitivamente, porque seu uso vai de aplicações tradicionais (como na educação escolar) a aplicações profissionais.
Em certos contextos, tal como no ensino superior, esse método de cálculo foi substituído pela calculadora gráfica, a qual oferece uma funcionalidade bem específica e objetiva de esboçar gráficos e planos cartesianos.